# Holyoke (Colorado)
Holyoke é uma cidade localizada no estado americano do Colorado, no Condado de Phillips.

## Demografia
Segundo o censo americano de 2000, a sua população era de 2261 habitantes.
Em 2006, foi estimada uma população de 2291, um aumento de 30 (1.3%).

## Geografia
De acordo com o United States Census Bureau tem uma área de
4,5 km², dos quais 4,5 km² cobertos por terra e 0,0 km² cobertos por água. Holyoke localiza-se a aproximadamente 1143 m acima do nível do mar.

## Localidades na vizinhança
O diagrama seguinte representa as localidades num raio de 48 km ao redor de Holyoke.